# سامر معضاد
سامر معضاد (انگلیسی: Samer Mohdad؛ زادهٔ ۲۲ دسامبر ۱۹۶۴) عکاس اهل لبنان و بلژیک است.